# Championnats de République démocratique allemande de cyclisme sur route
Les Championnats de République démocratique allemande de cyclisme sur route eurent lieu entre 1949 et 1990. En 1949 et 1950, ils furent organisés avec les championnats d'Allemagne de l'Ouest, et en 1990, ils furent organisés avec les championnats d'Allemagne de l'Ouest et de Suisse. Les championnats étaient amateurs comme dans les autres pays de l'Est à l'époque, excepté en 1990 où Olaf Ludwig fut le seul champion professionnel d'Allemagne de l'Est.

### Course en ligne amateur (1949-1990)

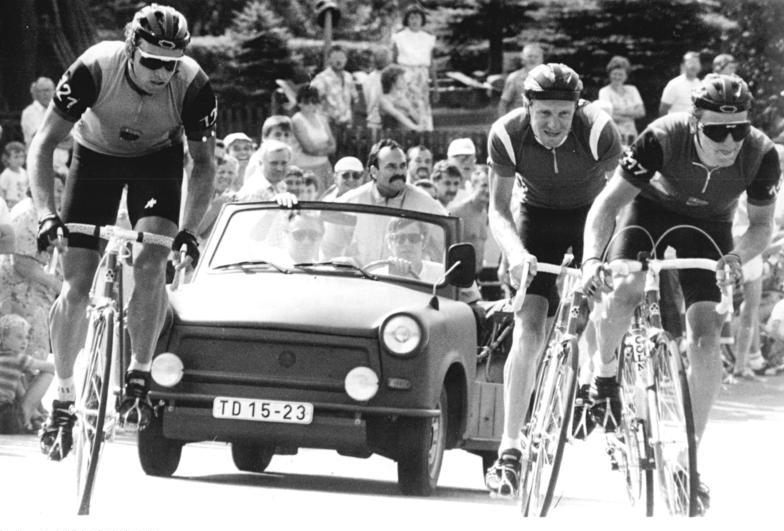
Olaf Ludwig, Jan Schur, Jens Heppner au championnat de RDA de cyclisme en 1989

## Palmarès masculin

### Course en ligne amateur (1949-1990)[1]
| Année | Vainqueur           | Année | Vainqueur             |
| 1949  | Georg Sternberg     | 1970  | Axel Peschel          |
| 1950  | E. Schatz           | 1971  | Manfred Radochla      |
| 1951  | Werner Gallinge     | 1972  | Wolfgang Wesemann     |
| 1952  | Lothar Meister      | 1973  | Dieter Gonschorek     |
| 1953  | Bernhard Trefflich  | 1974  | Hans-Joachim Hartnick |
| 1954  | Gustav-Adolf Schur  | 1975  | Hans-Joachim Hartnick |
| 1955  | Horst Tüller        | 1976  | Detlef Kletzin        |
| 1956  | Erich Hagen         | 1977  | Thilo Fuhrmann        |
| 1957  | Gustav-Adolf Schur  | 1978  | Thilo Fuhrmann        |
| 1958  | Gustav-Adolf Schur  | 1979  | Martin Goetze         |
| 1959  | Gustav-Adolf Schur  | 1980  | Martin Goetze         |
| 1960  | Gustav-Adolf Schur  | 1981  | Olaf Jentzsch         |
| 1961  | Gustav-Adolf Schur  | 1982  | Falk Boden            |
| 1962  | Klaus Ampler        | 1983  | Bodo Straubel         |
| 1963  | Klaus Ampler        | 1984  | Uwe Ampler            |
| 1964  | Rüdiger Tanneberger | 1985  | Martin Goetze         |
| 1965  | Siegfried Huster    | 1986  | Olaf Ludwig           |
| 1966  | Siegfried Huster    | 1987  | Uwe Ampler            |
| 1967  | Dieter Grabe        | 1988  | Martin Goetze         |
| 1968  | Bernd Patzig        | 1989  | Olaf Ludwig           |
| 1969  | Dieter Mickein      | 1990  | Jens Heppner          |

### Course en ligne professionnelle (1990)
| Année | Vainqueur   |
| 1990  | Olaf Ludwig |

### Critérium
| Année | Vainqueur             |
| 1970  | Axel Peschel          |
| 1971  | Michael Schiffner     |
| 1972  | Dieter Gonschorek     |
| 1973  | Dieter Gonschorek     |
| 1974  | Michael Schiffner     |
| 1975  | Hans-Joachim Hartnick |
| 1976  | Hans-Joachim Hartnick |
| 1977  | Burkhard Freese       |
| 1978  | Hans-Joachim Hartnick |
| 1979  | Burkhard Freese       |
| 1980  | Falk Boden            |
| 1981  | Martin Goetze         |
| 1982  | Bernd Drogan          |
| 1983  | Martin Goetze         |
| 1984  | Olaf Jentzsch         |
| 1990  | Erik Zabel            |

### Contre-la-montre par équipes

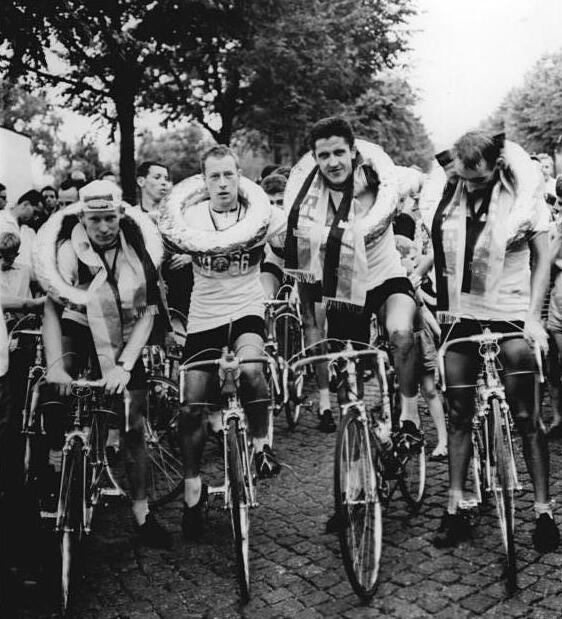
Les vainqueurs de l'édition 1966 : Axel Peschel, Kurt Müller, Lothar Appler et Eberhard Butzke.

Le championnat de RDA du contre-la-montre par équipes a été disputé de 1949 à 1989.
| Année | Champion | Deuxième                                                                                     | Troisième |
| 1949  | BSG KWU Erfurt                                                                                              |                                                                                              | |
| 1950  | BSG Rotation Berlin                                                                                         |                                                                                              | |
| 1951  | BSG Börde Magdeburg                                                                                         |                                                                                              | |
| 1952  | BSG Wismut Chemnitz                                                                                         |                                                                                              | |
| 1953  | BSG Wismut Karl-Marx-Stadt Bernhard Trefflich Lothar Meister Siegel Funke                                   | BSG Post Berlin                                                                              | BSG Einheit Berliner Bär                                                                                           |
| 1954  | BSG Einheit Berliner Bär                                                                                    |                                                                                              | |
| 1955  | SC Einheit Berlin                                                                                           |                                                                                              | |
| 1956  | SC Wismut Karl-Marx-Stadt                                                                                   |                                                                                              | |
| 1957  | SC DHfK Leipzig                                                                                             |                                                                                              | |
| 1958  | SC DHfK Leipzig Gustav-Adolf Schur Erich Hagen Bernhard Eckstein Günter Lörke Roland Henning Wolfgang Grabo | SC Dynamo Berlin Rudi Kirchhoff Kurt Müller Jörg Grunzig Hans Kubicki Gerhard Löffler Mertke | SC Wismut Karl-Marx-Stadt Manfred Weißleder Peter Härtel Johannes Schober Helmut Stolper Bernhard Trefflich Seidel |
| 1959  | SC Rotation Leipzig Egon Adler Lothar Höhne Burek Appelt                                                    | SC DHfK Leipzig                                                                              | SC Wismut Karl-Marx-Stadt                                                                                          |
| 1960  | SC Wismut Karl-Marx-Stadt Manfred Weißleder Johannes Schober Peter Härtel Dieter Wiedemann                  | SC Rotation Leipzig                                                                          | SC Wismut Karl-Marx-Stadt II                                                                                       |
| 1961  | SC Dynamo Berlin Lothar Appler Hans Scheibner Kurt Müller Manfred Brüning                                   | SC Wismut Karl-Marx-Stadt Manfred Weissleder Johannes Schober Peter Härtel Dieter Wiedemann  | ASK Vorwärts Leipzig Egon Adler Morawski Thomas Zirngibl                                                           |
| 1962  | SC Dynamo Berlin I Lothar Appler Hans Scheibner Manfred Brüning Kurt Müller                                 | SC Dynamo Berlin II Eberhard Butzke Taufmann Alex Feßler S. Feßler                           | SC Dynamo Berlin III Horst Klawohn Maleska Dieter Vogelsang Gebert                                                 |
| 1963  | SC Dynamo Berlin Lothar Appler Manfred Brüning Hans Scheibner Kurt Müller                                   | SC DHfK Leipzig Klaus Ampler Gustav-Adolf Schur Günter Lux Krause                            | SC Dynamo Berlin III Horst Klawohn Purho Maleska Gebhardt                                                          |
| 1964  | SC Dynamo Berlin Maleske Kurt Müller Horst Klawohn Axel Peschel                                             | ASK Vorwärts Leipzig Lothar Höhne Eichholz Klaus Kellermann Lingner                          | SC DHfK Leipzig Klaus Ampler Günter Lux Manfred Dähne Dieter Mickein                                               |
| 1965  | ASK Vorwärts Leipzig Günter Hoffmann Lothar Höhne Lingner Klaus Kellermann                                  | SC Dynamo Berlin Lothar Appler Kurt Müller Axel Peschel Taufmann                             | SC DHfK Leipzig Klaus Ampler Manfred Dähne Dieter Mickein Günter Lux                                               |
| 1966  | SC Dynamo Berlin Lothar Appler Eberhard Butzke Kurt Müller Axel Peschel                                     | ASK Vorwärts Leipzig Günter Hoffmann Lothar Höhne Karl-Heinz Kazmierzak Klaus Kellermann     | ASK Vorwärts Leipzig Eichholz Exner Dieter Gonschorek Lingner                                                      |
| 1967  | ASK Vorwärts Leipzig Dieter Gonschorek Günter Hoffmann Lingner Richter                                      | SC DHfK Leipzig Manfred Dähne Dieter Grabe Bernd Knispel Günter Lux                          | SC Dynamo Berlin Dovatt Drechsler Mattner Axel Peschel                                                             |
| 1968  | SC Karl-Marx-Stadt Dertz Siegfied Huster Steiner Voigtländer                                                | BSG Post Berlin Lothar Appler Eberhard Butke Kudwien Lothar Lepke                            | SC DHfK Leipzig Höcke Bernd Knispel Rainer Marks Wagner                                                            |
| 1969  | SC DHfK Leipzig Klaus Ampler Bernd Knispel Dieter Mickein.Wagner                                            | SC Dynamo Berlin Wanzlik Miersch Sommerlatte Drechsler                                       | SC Karl-Marx-Stadt Siegfried Huster Dertz Sieber Voigtländer                                                       |
| 1970  | SC DHfK Leipzig Manfred Dähne Bernd Knispel Michael Schiffner Wagner                                        | BSG Post Berlin Lothar Appler Detlef Kudwien Mattner Engelsleben                             | SC DHfK Leipzig II Dieter Grabe Höcke Raidt Gregor Kiritschenko                                                    |
| 1971  | SC DHfK Leipzig Manfred Dähne Bernd Knispel Michael Schiffner Raidt                                         | SC DHfK Leipzig II Gregor Kiritschenko Wagner Höcke Dieter Mickein                           | TSC Berlin Thomas Huschke Karl-Heinz Oberfranz Michael Milde Mühlner                                               |
| 1972  | SC Dynamo Berlin Schönfeld Brauer Bertram Fiedler                                                           | SC DHfK Leipzig Raidt Michael Schiffner Käbisch Wagner                                       | TSC Berlin Fielsch Marker Lehmann Scholz                                                                           |
| 1973  | ASK Vorwärts Leipzig Karl-Dietrich Diers Dieter Gonschorek Detlef Kletzin Wolfgang Wesemann                 | SC Cottbus II Hans-Joachim Hartnick Bernd Drogan Wehe Max                                    | TSC Berlin Michael Milde Lehmann Marker Bernhardt                                                                  |
| 1974  | ASK Vorwärts Frankfurt/Oder Dieter Gonschorek Wolfgang Wesemann Detlef Kletzin Karl-Dietrich Diers          | SC Dynamo Berli Schimbor Hägeholz Gerhard Lauke Schröder                                     | SC Karl-Marx-Stadt Lantzsch Kubasch Schneider Vogel                                                                |
| 1975  | SC Karl-Marx-Stadt Vogel Pfuhl Lantzsch Schneider                                                           | SC Turbine Erfurt Wolfram Kühn Kramer Taudte Preising                                        | TSC Berlin Thomas Huschke Michael Milde Müller Lehmann                                                             |
| 1976  | SC Karl-Marx-Stadt Vogel Pfuhl Kubasch Schneider                                                            | SC Cottbus Hans-Joachim Hartnick Bernd Drogan Volker Winkler Max                             | SC Turbine Erfurt Hentzgen Koch Gottfried Preising Meisch                                                          |
| 1977  | ASK Vorwärts Frankfurt/O Karl-Dietrich Diers Gerhard Lauke Detlef Kletzin Bormann                           | SC Cottbus Hans-Joachim Hartnick Bernd Drogan Hans-Peter Wehe Olaf Jentzsch                  | SC DHfK Leipzig Michael Schiffner Graf Martin Götze Straubel                                                       |
| 1978  | ASK Vorwärts Frankfurt/O Detlef Kletzin Fuhrmann Bormann Martin Vierke                                      | SC DHfK Leipzig Martin Götze Andreas Petermann Straubel Verwiebe                             | ASK Vorwärts Frankfurt/O II P. Richter Kluge Falk Boden Kaiser                                                     |
| 1979  | ASK Vorwärts Frankfurt/O Falk Boden Kluge Martin Vierke Schondau                                            | SC DHfK Leipzig Martin Götze Andreas Petermann Straubel Herzog                               | SC Turbine Erfurt Hentzgen Meisch Recknagel Krauslach                                                              |
| 1980  | SC Karl-Marx-Stadt Scheibner Vogel Müller Andreas Neuer                                                     | ASK Vorwärts Frankfurt/O Falk Boden Kluge Martin Vierke Gröger                               | SC DHfK Leipzig Martin Götze Andreas Petermann Straubel Herzog                                                     |
| 1981  | SC DHfK Leipzig Andreas Petermann Martin Goetze Uwe Raab Straubel                                           | SC Cottbus Hans-Joachim Hartnick Bernd Drogan Hans-Peter Wehe Olaf Jentzsch                  | SC Karl-Marx-Stadt Scheibner Lutz Lötzschl Kaulfuß Müller                                                          |
| 1982  | SC Cottbus Bernd Drogan Münnich Jesse Ernst                                                                 | ASK Vorwärts Frankfurt/O Falk Boden Dan Radtke Martin Vierke Gröger                          | SC Karl-Marx-Stadt Scheibner Schlösser Kaulfuß Müller                                                              |
| 1983  | SC Cottbus Ernst Glossmann Jesse Perka                                                                      | SC DHfK Leipzig Andreas Petermann Straubel Uwe Ampler Lux                                    | ASK Vorwärts Frankfurt/O Schönherr Richter Prix Meinert                                                            |
| 1984  | SC DHfK Leipzig Herzog Jan Schur Wittek Axel Grosser                                                        | SC Cottbus Olaf Jentzsch Töpfer Gloßmann Jesse                                               | SC Cottbus II Hammer Karraß Viertler Jäger                                                                         |
| 1985  | SC DHfK Leipzig Uwe Ampler Lux Uwe Raab Jan Schur                                                           | ASK Vorwärts Frankfurt/O Falk Boden Dan Radtke Prix Gröger                                   | SC Cottbus Jäger Karraß Gloßmann Jesse                                                                             |
| 1986  | SC Turbine Erfurt Matthias Lendt T. Schmidt Zeidler Mike Landsmann                                          | SC Dynamo Berlin Bauer Gebauer Hans R. Schmidt                                               | ASK Vorwärts Frankfurt/O Schönherr Gröger Dan Radtke Meinert                                                       |
| 1987  | SC Turbine Erfurt Mario Kummer Rauch Matthias Lendt Thomas Schmidt                                          | ASK Vorwärts Frankfurt/O Dan Radtke Prix Schönherr Meinert                                   | SC DHfK Leipzig Jan Schur Gus-Erik Schur Uwe Raab Steffen Rein                                                     |
| 1988  | ASK Vorwärts Frankfurt/O Bredow Prix Dan Radtke Schönherr                                                   | SC Karl-Marx-Stadt Reiher Schiffner Wachs Werner                                             | SC Cottbus Freytag Karraß Schneider Wolke                                                                          |
| 1989  | SC DHfK Leipzig Bert Dietz Lux Uwe Raab Jan Schur                                                           | SC Dynamo Berlin Bernd Dittert Uwe Peschel Schmidt Schwarzbach                               | SC Turbine Erfurt Biebler Rauch Schleip Uslar                                                                      |

## Palmarès féminin

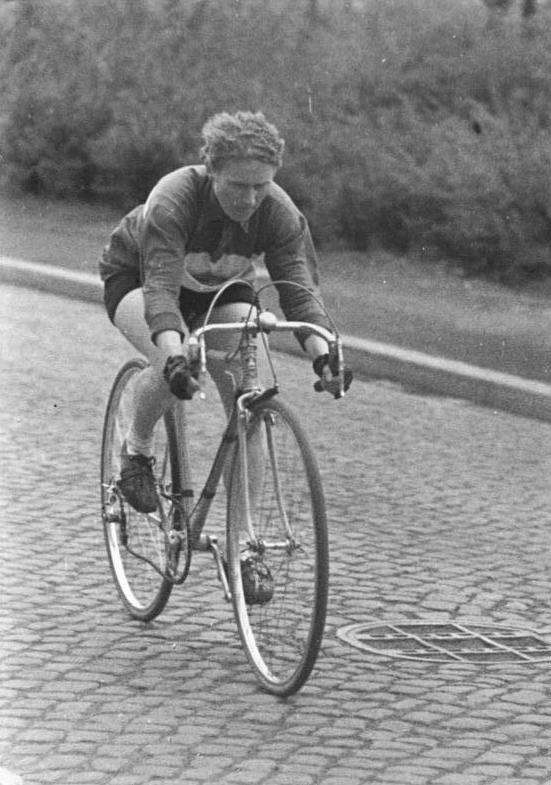
En 1956, Elfriede Vey devient la première championne de RDA de la course en ligne.

| Année | Vainqueur          | Année | Vainqueur          |
| 1956  | Elfriede Vey       | 1974  | Sylvia Röhl        |
| 1957  | Elfriede Vey       | 1975  | Andrea Fischer     |
| 1958  | Elfriede Vey       | 1976  | Andrea Fischer     |
| 1959  | Karin Hänsel       | 1977  | Andrea Fischer     |
| 1960  | Karin Hänsel       | 1978  | Andrea Fischer     |
| 1961  | Elisabeth Eichholz | 1979  | Heidi Klawitter    |
| 1962  | Elisabeth Eichholz | 1980  | Heidi Klawitter    |
| 1963  | Andrea Elle        | 1981  | Heidi Klawitter    |
| 1964  | Elisabeth Eichholz | 1981  | Heidi Klawitter    |
| 1965  | Elisabeth Eichholz | 1982  | Heidi Klawitter    |
| 1966  | Hannelore Mattig   | 1983  | Heidi Klawitter    |
| 1967  | Hannelore Mattig   | 1984  | Gabi Roestel       |
| 1968  | Renate Damm        | 1985  | Michaela Schiemenz |
| 1969  | Hannelore Mattig   | 1986  | Petra Rossner      |
| 1970  | Renate Damm        | 1987  | Petra Rossner      |
| 1971  | Renate Damm        | 1988  | Angela Kindling    |
| 1972  | Renate Damm        | 1989  | Petra Rossner      |
| 1973  | Uta Spott          | 1990  | Gabi Roestel       |